# Barrage de Minamiaiki
Le barrage de Minamiaiki est un barrage situé sur la rivière Minamiaiki à Minamiaiki, préfecture de Nagano au Japon ; il alimente la station de pompage-turbinage de Kannagawa.

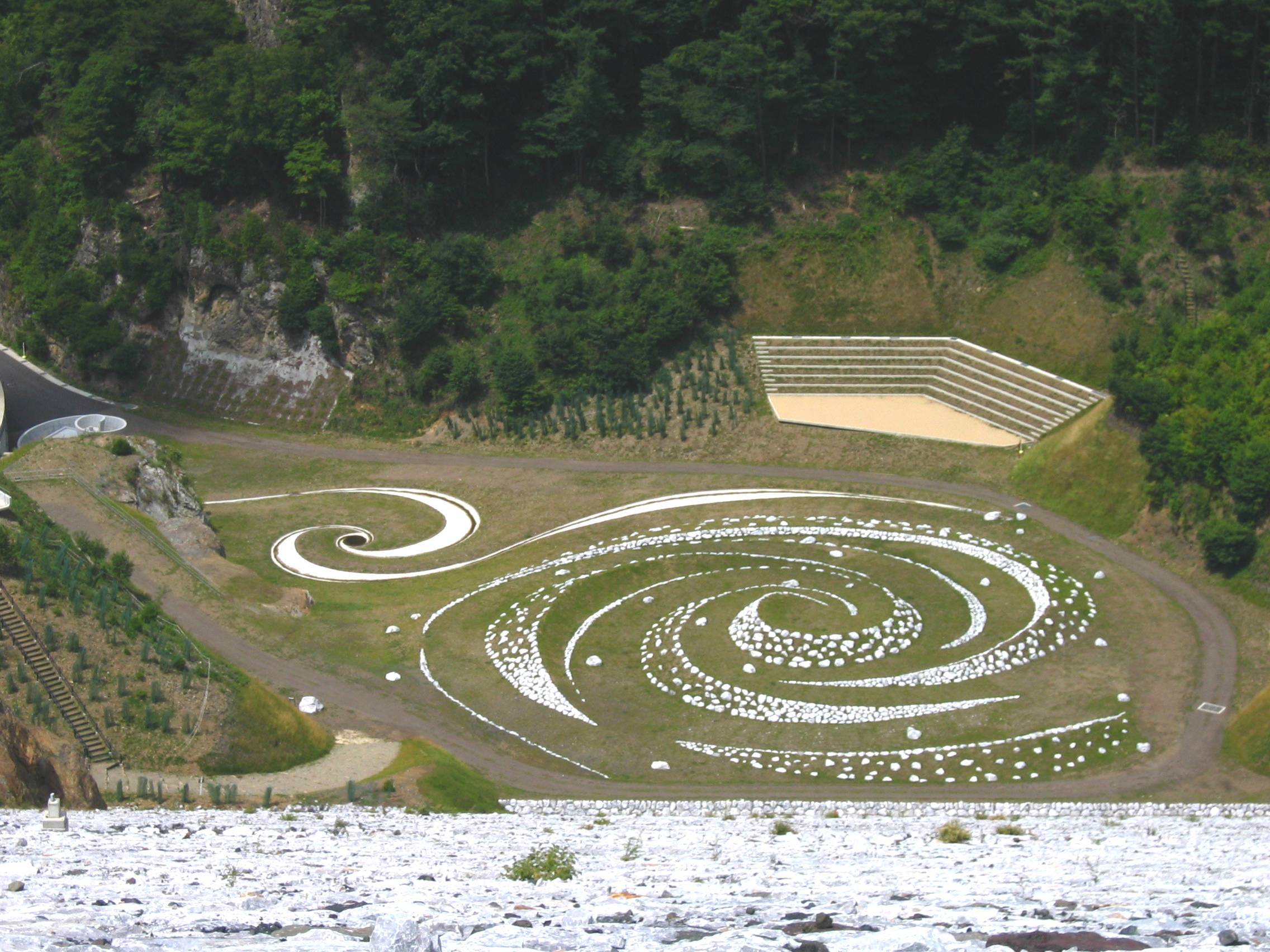
Œuvres d'art paysagère dans un parc en aval.